# Conseil de Waratah-Wynyard
Le Conseil de Waratah-Wynyard est une zone d'administration locale située au nord-ouest de la Tasmanie en Australie à l'ouest de la ville de Burnie. Il est formé des presqu'îles de Tasman et de Forestier.
Il abrite les villes de Wynyard, Waratah, Savage River et Somerset. 